# Elias Rudolph Camerarius, fils
Pour les articles homonymes, voir Camerarius.
Elias Rudolph Camerarius, fils (1672–1734), est un médecin et chimiste wurtembergeois, médecin du duc de Wurtemberg.

## Esquisse biographique
Élève de son père Elias Rudolph Camerarius Sr. à l'université Eberhard Karl de Tübingen, il défend sa thèse en 1691 avant de lui succéder comme professeur de médecine et de chimie dans cette même institution. Burchard Mauchard fut son élève.
Elias Rudolph Camerarius, fils, est membre de l'Academia Naturae Curiosorum. Il est l'auteur de divers traités de médecine.

## Œuvres
- Systema Cautelarum medicarum…, Francofurti ad Mœnum, 1721 (Google Books)

## liens externes
- Notices d'autorité :   - VIAF
  - ISNI
  - IdRef
  - LCCN
  - GND
  - Belgique
  - Pays-Bas
  - Israël
  - Suède
  - Vatican
  - Tchéquie
  - Portugal
  - WorldCat
- Ressources relatives à la recherche :   - Biodiversity Heritage Library
  - Mathematics Genealogy Project
- Notice dans un dictionnaire ou une encyclopédie généraliste :   - Deutsche Biographie